# Criminalité en Suisse
 (mars 2020).

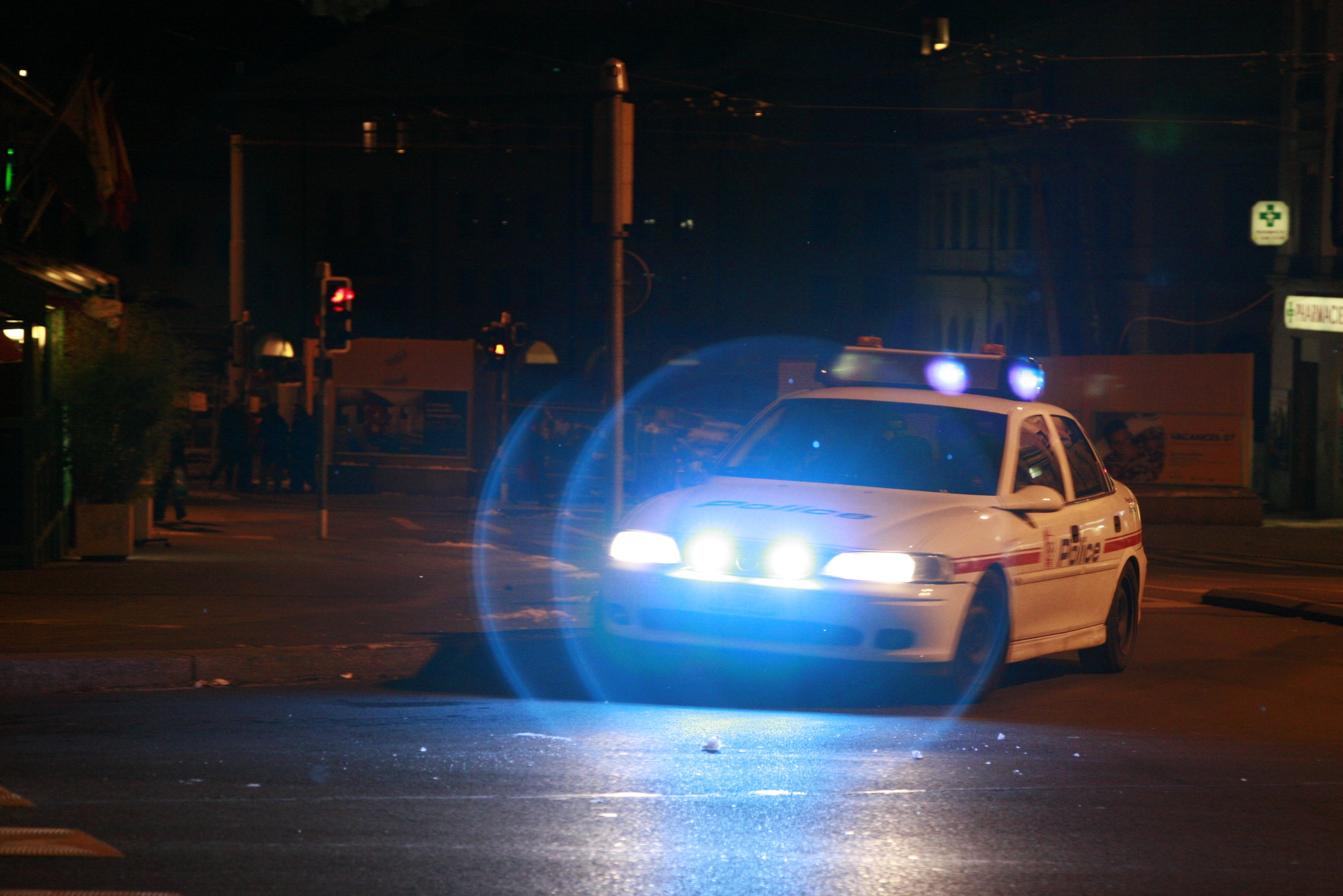
Véhicule de police en intervention.

En Suisse, la lutte contre la criminalité est une tâche dévolue aux cantons, qui l'exécutent par leur police cantonale. La Confédération, via l'Office fédéral de la police et le Ministère public de la Confédération se chargent de la criminalité organisée, du blanchiment d'argent et du terrorisme.

## Blanchiment d'argent
Les banques suisses ont servi de refuges pour la richesse des dictateurs, des despotes, des gangsters, des marchands d'armes, des fonctionnaires corrompus et des fraudeurs fiscaux de toutes sortes,,.
Le blanchiment d'argent est une infraction pénale punie par les autorités pénales (art. 305bis du Code pénal suisse). Selon l'Office suisse de communication sur le blanchiment d'argent, en 2017, les « rapports officiels d'activités suspectes » ont atteint près de 4 700 (d'une valeur de 16,2 milliards de dollars), contre 2 909 cas signalés en 2016.
L'Office de déclaration du blanchiment d'argent est un organisme fédéral chargé de recevoir et d'analyser les déclarations d'activités suspectes liées au blanchiment d'argent, au financement du terrorisme et à l'argent d'origine criminelle, et de les transmettre si nécessaire aux forces de l'ordre.
En vertu du droit suisse, une entreprise peut être tenue pénalement responsable d'une organisation inadéquate ou du fait de ne pas avoir pris toutes les mesures raisonnables pour empêcher qu'un délit ne se produise,.
En 1989, la ministre suisse de la Justice a dû démissionner à la suite d'allégations de blanchiment d'argent de la part de son mari. Il s'agit de la plus grande affaire de blanchiment d'argent lié à la drogue à être rendue publique.

## Corruption
Le Groupe d'État contre la corruption (GRECO) du Conseil de l'Europe a noté dans son rapport d'évaluation les spécificités des institutions suisses qui jouissent d'une grande confiance du public. Il souligne cependant que l'organisation même du système permet d'exercer des pressions subtiles sur les hommes politiques et le pouvoir judiciaire.
L'indice de perception de la corruption 2017 de Transparency International classe la Suisse au 5e rang des États les moins corrompus sur 180 pays . Toutefois, la Commission d'Helsinki du Congrès américain a vivement critiqué le fonctionnement de la justice et des tribunaux suisses en 2023 .
En 2018, l'ONG Tax Justice Network a classé le secteur bancaire suisse comme « le plus corrompu » au monde en raison d'un important secteur bancaire offshore et de lois très strictes en matière de secret. Le classement tente de mesurer l'aide apportée par les systèmes juridiques du pays au blanchiment d'argent et à la protection des richesses obtenues par la corruption .

## Crime organisé
En 2022, les médias suisses ont rapporté que l'un des principaux procureurs suisses (Dick Marty) avait été la cible d'un complot d'assassinat de la part du gouvernement serbe et de la mafia serbe ,.
Selon le procureur général suisse en 2022, l'une des « grandes faiblesses » de la Suisse est que son agence fédérale ne dispose pas d'une vision nationale pour lutter contre le crime organisé en raison de la structure fédérale de la Suisse et de l'indépendance relative des cantons. En outre, FedPol affirme avoir besoin d'au moins 200 enquêteurs supplémentaires pour faire correctement son travail ,.
En mai 2023, l'OFAC a imposé de nouvelles sanctions à la société DuLac Capital Ltd, basée en Suisse, et à son directeur suisse pour la Russie (Anselm Oskar Schmucki), prétendument pour leurs liens étroits avec la mafia russe et pour avoir facilité des transactions financières en leur nom via un réseau mondial de sociétés écrans. Le directeur de l'entreprise affirme qu'il ne s'agit que d'une « culpabilité par association » ,
.
Selon le directeur de FedPol, en 2023, la Suisse attire les réseaux criminels dans de nombreux domaines comme cachette, pour la drogue, les armes, le trafic d'êtres humains, les cambriolages et les vols de distributeurs automatiques .
Selon FedPol, en 2020, environ 400 membres de la mafia italienne vivent en Suisse .

### Traite des êtres humains
Le nombre de victimes de la traite des êtres humains en Suisse aurait augmenté de cinquante pour cent entre 2019 et 2021, passant de 142 à 207. Environ les deux tiers des victimes ont été victimes de traite à des fins sexuelles, le reste à des fins d'exploitation économique et d'activités criminelles .

## Drogues
Depuis 2017, la consommation de drogues était la raison la plus courante pour laquelle les personnes âgées de 10 à 18 ans ont été signalées à la police (déclarées, condamnées à une amende ou signalées à la justice), mais la consommation a diminué depuis 2010 .
Selon Addiction Suisse, « les substances illégales peuvent être trouvées rapidement et relativement facilement dans les villes » .
En Suisse, la consommation de cannabis chez les adolescents et les jeunes adultes a considérablement augmenté en dix ans. En 2017, neuf pour cent des adolescents et jeunes adultes âgés de 15 à 24 ans ont déclaré avoir consommé du cannabis au cours du mois écoulé. Les chiffres sont beaucoup plus élevés dans la tranche d'âge de 20 à 24 ans, avec 14 pour cent des hommes et 6,5 pour cent des femmes déclarant avoir consommé du cannabis au cours des 30 derniers jours  The figures are much higher in the 20–24 age bracket, with 14 percent of men and 6.5 percent of women saying they had consumed cannabis in the past 30 days.
Selon une étude récente, 5 villes suisses (Saint-Gall, Berne, Zurich, Bâle et Genève) figuraient parmi les 10 premières villes européennes pour la consommation de cocaïne .
Les autorités suisses, dont le CHUV, estiment que les dealers et les trafiquants réalisent des bénéfices de 28,1 à 29,1 millions de dollars par an rien que dans le canton de Vaud ,.
L'analyse des dossiers de la police suisse suggère que les participants aux programmes de réhabilitation médicale pour toxicomanes ont tendance à réduire leur consommation de cocaïne, de cannabis et d'héroïne  et la nécessité de commettre d'autres délits pour acheter leurs drogues, comme le vol à l'étalage, le cambriolage ou le vol de voiture ,.
En 2022, une expédition brésilienne record de 500 kg de cocaïne a été interceptée par les autorités suisses dans une usine Nespresso à Fribourg . En 2023, l'enquête a été « suspendue » en Suisse, prétendument pour non-identification des auteurs .
Selon une étude de 2023, entre dix et quinze pour cent des personnes qui conduisent un véhicule en Suisse sont sous l'influence de substances dangereuses (dont la cocaïne) .

## Crimes sexuels
La définition légale suisse du viol est « une agression lors d'un rapport sexuel vaginal avec une femme », exemptant ainsi les hommes du statut de victime de viol. Le viol est puni d'une peine de prison d'un à dix ans. L'attentat à la pudeur, qui comprend « les actes sexuels s'apparentant à des rapports sexuels ou à tout acte sexuel » (embrasser, peloter), est puni d'une amende pour les délits les plus légers ou d'une peine de prison pouvant aller jusqu'à dix ans. Le sexe de la victime n'est pas précisé. La police suisse a enregistré 867 délits de viol en 2022.

### Pédocriminalité
Rien qu'en 2018, le FBI a signalé aux autorités suisses (Fedpol) 9000 cas de pédopornographie et de pédocriminalité provenant de Suisse. On ne sait pas exactement ce que la police suisse fait de cette liste. D'autres rapports ont été compilés ces dernières années par des organismes privés sur ce sujet.
Les cas d'abus sexuels signalés dans l'Église catholique sont passés de 9 cas en 2012 à 65 en 2017 (63 % des victimes avaient 16 ans ou moins et 27 % avaient 12 ans ou moins),. Mais une étude menée par l'Université de Zurich en 2023 a révélé que 1000 cas d'abus sexuels dans l'Église catholique suisse se sont produits depuis 1950, faisant référence à 510 délinquants et 921 victimes. L'étude indique qu'il ne s'agit peut-être que de « la pointe de l'iceberg »,.

## Crimes haineux
En Suisse la discrimination publique ou l'invocation de la rancune contre des personnes ou un groupe de personnes en raison de leur race, de leur appartenance ethnique, est punie d'une peine d'emprisonnement pouvant aller jusqu'à 3 ans ou d'une amende. En 1934, les autorités du canton de Bâle-Ville ont criminalisé les discours de haine anti-juifs, par exemple les accusations de meurtres rituels, principalement en réaction contre un groupe et un journal antisémites pro-nazis, le Volksbund,.
En 2019, plus de 350 incidents racistes ont été signalés aux autorités. Ces cas concernent la xénophobie (145 cas), la discrimination anti-Noirs (132 cas) et la discrimination anti-musulmans (55 cas), ce qui représente un "petit pourcentage" de l'ensemble des incidents racistes en Suisse selon les autorités,.
En 2020, la xénophobie s'est avérée être le motif de discrimination le plus fréquent (304 cas), suivie par la discrimination contre les personnes noires (206 cas) et les musulmans (55 cas),. En 2021, 41 cas de racisme anti-asiatique ont été signalés pour la première fois. Il y a également eu 92 signalements de crimes haineux anti-LGBT en 2021
.
En 2023, trois Suisses sur 100 ont été victimes d'un crime de haine. Selon la même étude, dans 40,1% des cas, l'agression était basée sur l'origine, suivie par les agressions basées sur le sexe et l'apparence et les insultes étant le délit le plus courant.

## Statistiques criminelles
En Suisse, la police a enregistré un total de 526 066 infractions au Code pénal en 2014 (-9 % par rapport à l'année précédente), dont 186 708 cas de vols (hors véhicules, -14 %), et 47 762 cas de vols de véhicules (dont vélos, +8 %), 41 homicides (-28 %) et 132 tentatives de meurtre (-13 %). Il y a eu 556 cas de viol (-3 %). Les infractions à la loi sur les stupéfiants ont diminué de 17 % pour s'établir à 80 986. Les infractions à la loi fédérale sur les étrangers ont diminué de 4,7 % pour atteindre 39 544 infractions.
En 2014, 110 124 adultes ont été condamnés, dont 55 240 (50 %) pour des infractions au code de la route, 6 540 (+1,6 %) pour trafic de stupéfiants et 17 882 (-7,2 %) pour infractions à la loi fédérale sur les étrangers. Au cours de la même année, 11 484 mineurs (78 % d'hommes, 68 % de nationalité suisse, 64,2 % de jeunes de 16 ou 17 ans) ont été condamnés.
Le nombre de condamnations pour lésions corporelles n'a cessé d'augmenter au cours des années 1990 et 2000, avec 23 condamnations pour blessures graves et 831 pour blessures légères en 1990, comparativement à 78 et 2 342, respectivement, en 2005. Les condamnations pour viol ont également légèrement augmenté, oscillant entre 61 et 100 cas par an pendant la période 1985-1995, mais entre 100 et 113 cas pendant la période 2000-2005. Conformément à ces tendances, le nombre de condamnations pour menaces ou actes de violence dirigés contre des fonctionnaires a constamment augmenté au cours de la même période, passant de 348 en 1990 à 891 en 2003,.
Les autorités suisses publient régulièrement les données statistiques en fonction des pays d'origine des criminels,,. La population carcérale en Suisse est composée à 71,5 % d’étrangers.
| Origine                | 2014   |
| ---------------------- | ------ |
| Afrique du Sud Ouest   | 34,4 ‰ |
| Afrique de l'Ouest     | 30,9 ‰ |
| République dominicaine | 22,5 ‰ |
| France                 | 21,7 ‰ |
| Moyen-orient           | 12,2 ‰ |
| Turquie                | 12 ‰   |
| Afrique de l'Est       | 10,9 ‰ |
| Brésil                 | 10,5 ‰ |
| Ex Yougoslavie         | 9,4 ‰  |
| Roumanie               | 9,2 ‰  |
| Sri Lanka              | 8 ‰    |
| Portugal               | 6,1 ‰  |
| Espagne                | 4,4 ‰  |
| Italie                 | 4,3 ‰  |
| Afrique du nord        | 2,4 ‰  |
| Autriche               | 2,8 ‰  |
| Suisse                 | 2,7 ‰  |
| Allemagne              | 2,6 ‰  |

## Comparaisons européennes
Bénéficiant d'une réputation de sécurité, la Suisse connaît une évolution et se trouve dans les années 2010 au-dessus de la moyenne européenne en matière de cambriolages et d'actes de violence. La moitié des États européens enregistrerait pour ces délits un taux plus bas que la Suisse, alors qu'en 1984, celle-ci se trouvait encore en dernière position au niveau européen. Le pays est également touché par un banditisme international. Des bandes spécialisées choisissent souvent la Suisse comme cible, encouragées en cela, selon le criminologue Martin Killias, par la clémence du droit pénal suisse.

## Observatoire tessinois de la criminalité organisée (O-TiCO)
En 2021 a vu le jour dans le canton du Tessin, l'Observatoire tessinois de la criminalité organisée (O-TiCO), qui fait partie de l’Institut de droit de l’Université de la Suisse italienne, développé en collaboration avec la Radio télévision Suisse de langue italienne (RSI). Constatant qu’en Suisse on parle trop peu du phénomène mafieux, l’O-TiCO permet d’étudier le crime organisé de façon approfondie avec une rigueur scientifique. La cheffe de l'Office fédéral de la police (fedpol), Nicoletta della Valle, lors de la présentation au mois de mai à Lugano de cet observatoire du crime organisé, voit une occasion de collaboration avec l'Office fédéral de la police. Au mois de juillet 2020, le journal alémanique NZZ am Sonntag rapporte que selon des experts italiens, il y a une vingtaine de cellules mafieuses comptant en tout 400 membres en Suisse. Interpellé à ce sujet, l'Office fédéral de la police indique que cela pourrait même être en deçà de la réalité, soulignant « qu'on ne voit pas tout ». Dans son rapport annuel 2019, fedpol indique avoir connaissance d'une centaine de membres se trouvant en Suisse, principalement de la 'Ndrangheta calabraise, mais aussi de la Cosa Nostra sicilienne et de la Camorra napolitaine.